# Cassagnoles (Hérault)
Cassagnoles is een gemeente in het Franse departement Hérault (regio Occitanie) en telt 88 inwoners (2009). De plaats maakt deel uit van het arrondissement Béziers.

## Geografie
De oppervlakte van Cassagnoles bedraagt 22,8 km², de bevolkingsdichtheid is dus 3,9 inwoners per km².
De onderstaande kaart toont de ligging van Cassagnoles (Hérault) met de belangrijkste infrastructuur en aangrenzende gemeenten.

## Demografie
Onderstaande figuur toont het verloop van het inwonertal (bron: INSEE-tellingen).